# Camptomyia recta
Camptomyia recta är en tvåvingeart som beskrevs av Jean-Jacques Kieffer 1896. Camptomyia recta ingår i släktet Camptomyia och familjen gallmyggor. Inga underarter finns listade i Catalogue of Life.